# WWE Women’s Intercontinental Championship
Die WWE Women's Intercontinental Championship (zu deutsch WWE Interkontinentalmeisterschaft der Frauen) ist ein Wrestling-Titel der US-amerikanischen Promotion World Wrestling Entertainment (WWE). Er ist neben der WWE Women’s United States Championship einer von zwei sekundären Frauentiteln im WWE-Hauptkader. Der Titel wurde am 25. November 2024 ins Leben gerufen und wird bei Raw verteidigt. Die aktuelle Titelträgerin in ihrer ersten Regentschaft ist Becky Lynch.

## Geschichte

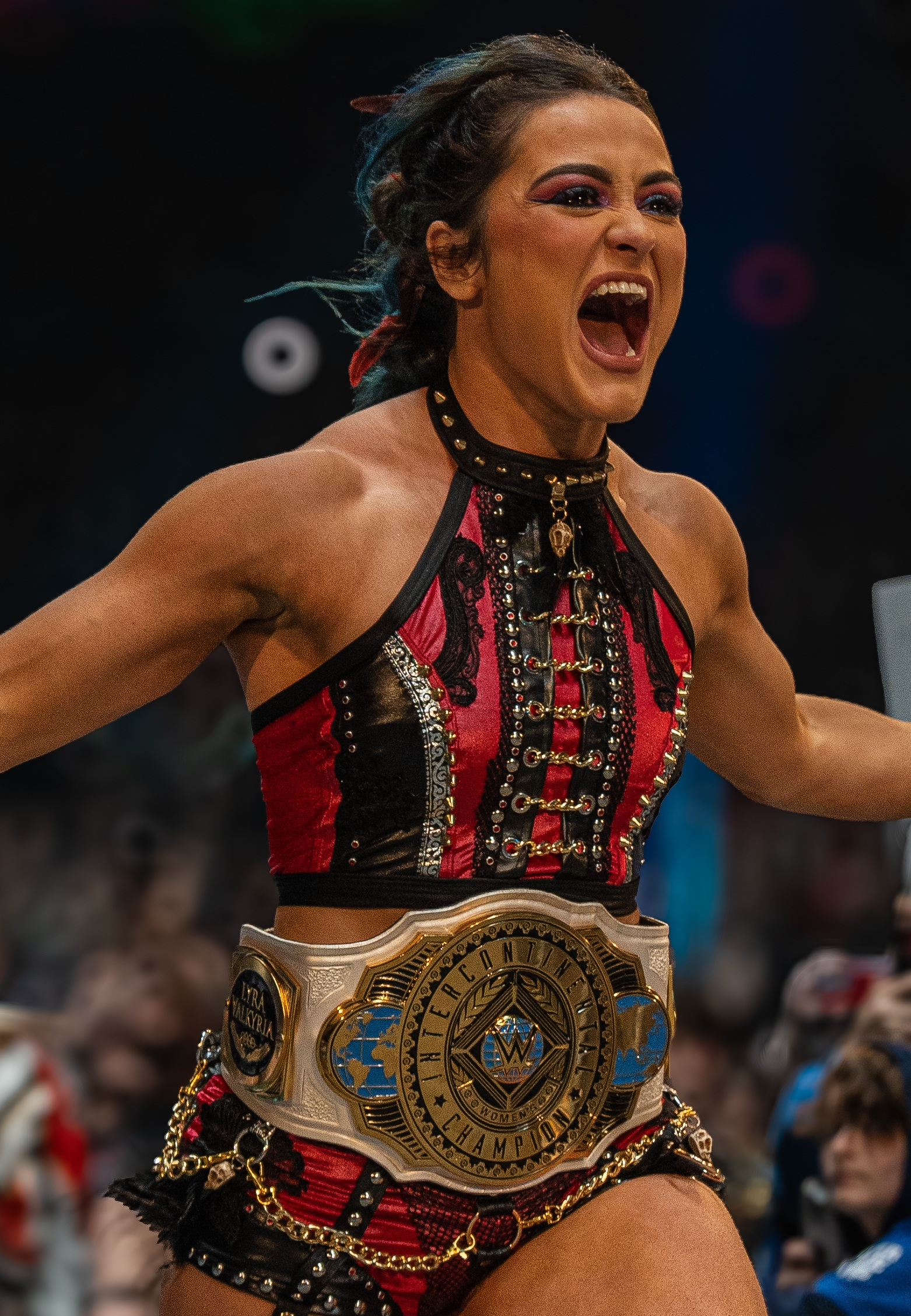
Die erste Titelträgerin Lyra Valkyria mit dem aktuellen Titeldesign

Die Wrestling-Promotion WWE wurde im April 1963 gegründet, hatte jedoch nie einen sekundären Frauentitel, bis im April 2024 die NXT Women’s North American Championship für die Entwicklungsbrand NXT eingeführt wurde. Am 8. November 2024 stellte der General Manager von SmackDown, Nick Aldis, die WWE Women’s United States Championship als sekundären Titel für das Main Roster der Frauenabteilung vor. Die WWE Women's Intercontinental Championship wurde anschließend am 25. November für Raw eingeführt.
Der Titel wurde in einem Turnier ausgetragen. Das Finale bei Raw am 13. Januar 2025 gewann Lyra Valkyria gegen Dakota Kai und wurde somit erste Titelträgerin.

## Turnier
Das Turnier zur Krönung der ersten WWE Women's Intercontinental Champion begann am 2. Dezember 2024 und wurde in allen Raw-Folgen ausgetragen und endete bei der Raw-Ausgabe vom 13. Januar 2025 mit der Krönung der ersten Titelträgerin.
| Runde 1 Raw 2. Dezember – 23. Dezember 2024                  | Halbfinale Raw 30. Dezember 2024       | Finale Raw 13. Januar 2025                |
| ------------------------------------------------------------ | -------------------------------------- | ----------------------------------------- |
| Dakota Kai bes. Shayna Baszler & Katana Chance per Pinfall   | Dakota Kai bes. Zoey Stark per Pinfall | Lyra Valkyria bes. Dakota Kai per Pinfall |
| Zoey Stark bes. Raquel Rodriguez & Kayden Carter per Pinfall | Dakota Kai bes. Zoey Stark per Pinfall | Lyra Valkyria bes. Dakota Kai per Pinfall |
| Lyra Valkyria bes. Zelina Vega & Ivy Nile per Pinfall        | Lyra Valkyria bes. Iyo Sky per Pinfall | Lyra Valkyria bes. Dakota Kai per Pinfall |
| Iyo Sky bes. Alba Fyre & Natalya per Pinfall                 | Lyra Valkyria bes. Iyo Sky per Pinfall | Lyra Valkyria bes. Dakota Kai per Pinfall |

## Titel-Design
Das Titel-Design ist identisch mit der Herrenversion, aber wie alle Damentitel in der WWE ist er kleiner und hat einen weißen Gürtel. Außerdem wird das Wort „Heavyweight“ durch „Women's“ ersetzt. Wie alle anderen WWE-Titelgürtel verfügen die beiden Seitenplatten über einen abnehmbaren Mittelteil, der mit den Logos des Champions individuell gestaltet werden kann; Die standardmäßigen Seitenplatten sind mit einem WWE-Logo über einer blauen Weltkugel versehen.

## Liste der Titelträger
| # | Titelträger   | Nr. | Tage | Datum           | Ort                    | Veranstaltung            | Anmerkung                                                             |
| - | ------------- | --- | ---- | --------------- | ---------------------- | ------------------------ | --------------------------------------------------------------------- |
| 1 | Lyra Valkyria | 1   | 144  | 13. Januar 2025 | San José, Kalifornien  | Raw                      | Besiegte Dakota Kai im Turnierfinale und war die erste Titelträgerin. |
| 2 | Becky Lynch   | 1   | 70+  | 7. Juni 2025    | Inglewood, Kalifornien | Money in the Bank (2025) |                                                                       |

## Regentschaften – absolut
| # | Titelträger   | Nr. | Tage |
| - | ------------- | --- | ---- |
| 1 | Lyra Valkyria | 1   | 144  |
| 2 | Becky Lynch   | 1   | 70+  |